# 河南医药大学
35°13′N 113°30′E / 35.21°N 113.50°E
河南医药大学位于河南省新乡市红旗区金穗大道东段，是河南省属普通本科院校，也是河南省唯一一所独立建制的西医本科院校，其前身是始建于1896年的卫辉西医诊所，经过数次调整合并和更名，在1982年11月升格为本科。

## 历史变革
学校历史可以追溯到1896年英国人劳海德在古城卫辉开办的西医诊所。1903年成立了“博济医院”。1920年医院扩建更名为“惠民医院”。1922年加拿大人维特立夫创办“惠民医院”护士学校，开始招收四年制护理专业学生。1949年，冀鲁豫行署卫生学校和哈利逊医院从山东迁入卫辉，与惠民医院及护士学校合并，并接收解放军第三机动医院部分医护人员和干部，于1950年成立平原省医科学校。1952年11月，平原省撤销，更名为华北第二医士学校。1962年学校更名为豫北医学专科学校。1982年，学校升格为本科，定名为新乡医学院。1998年6月，经中华人民共和国国务院学位委员会批准，成为硕士学位授予单位。2006年顺利通过了中华人民共和国教育部本科教学水平评估并获得优秀。2016年在教育部本科教学工作审核评估中获专家组好评。2025年经教育部审议，同意新乡医学院更名为“河南医药大学”。

## 现状
学校目前占地面积1744.58亩（含5所临床学院），建筑面积125.83万平方米（含5所临床学院），规划建设新乡医学院唐公山校区（在建），占地1000亩，规划建设高新校区（在建），占地781亩。教学科研仪器设备总值近3.97亿元，图书馆馆藏各类图书212.45万册。现有教职工12791人（含5所临床学院），其中高级专业技术职务人员1769人（含5所临床学院）。
学校设有21个教学院（部），举办1所独立学院——三全学院。开办有全日制教育、中外合作教育及继续教育等多种教育类型，包含研究生、本科生、留学生等较为完备的人才培养体系，现有全日制在校生18500多人，包括国际学生400余人，主要来自巴基斯坦、尼泊尔和印度。
学校学科涵盖医学、理学、工学、文学、法学、管理学、教育学等7个门类；临床医学学科进入ESI全球排名前5‰；拥有河南省特色学科（A类）1个；基础医学、临床医学、医学技术等8个一级学科获批省级重点学科；拥有基础医学、临床医学、药学等10个一级学科硕士学位授权点和临床医学、公共卫生、护理等6个专业硕士学位授权点；本科专业29个；有临床医学、医学检验技术、护理学和药学等4个国家级特色专业、省级特色专业10个、9个省级专业综合改革试点，2个省级卓越医生教育培养计划试点，1个省级工程教育人才培养模式改革试点。获批为国家临床医学专业综合改革试点和国家卓越医生培养计划试点单位，建有3个国家住院医师规范化培训基地，2个国家全科医师临床培养基地，1个国家临床药师培训基地。

## 特色专业
获批国家临床医学专业综合改革试点和国家卓越医师培养计划试点单位。拥有临床医学、医学检验技术、护理学和药学等4个国家级特色专业，10个省级特色专业，28个省级教学质量工程项目，6个省级专业综合改革试点，2个省级卓越医生教育培养计划试点，1个省级工程教育人才培养模式改革试点。

## 河南省重点学科
- 精神病与精神卫生学
- 人体解剖与组织胚胎学
- 应用心理学
- 儿科学
- 眼科学
- 神经病学
- 临床检验诊断学
- 病理学与病理生理学
- 药物化学
- 药理学

## 二级学院
| 基础医学院   | 公共卫生学院     | 药学院       | 医学院检验学院 | 护理学院     | 法医学院     |              |
| 管理学院     | 生命科学技术学院 | 心理学院     | 外国语言学系   | 医学工程学院 | 社会科学部   | 体育教学部   |
| 国际教育学院 | 成人教育学院     | 第一临床学院 | 第二临床学院   | 第三临床学院 | 第四临床学院 | 第五临床学院 |

## 省部级重点实验室
- 河南省生物精神病学重点实验室
- 河南省医用组织再生重点实验室
- 河南省免疫与靶向药物重点实验室

## 厅局级重点实验室
- 省高等学校重点学科开放实验室
  - 分子免疫学实验室
  - 肿瘤逆转分子生物学实验室
- 省高校重点实验室培育基地
  - 脑研究实验室
  - 生理心理学实验室
  - 遗传性疾病与分子靶向药物实验室
- 河南省神经病学重点实验室

## 学术期刊
学校创办的期刊有《新乡医学院学报》、《眼科新进展》、《中华实用儿科临床杂志》、《临床心身疾病杂志》、《中华脑科疾病与康复杂志 （电子版）》，其中《眼科新进展》和《中华实用儿科临床杂志》为全国中文核心期刊。

## 附属医院
学校建有5所直属附属医院，编制床位9406 张；拥有14所非直属附属医院和百余个教学实践基地。第一附属医院为首批国家住院医师规范化培训基地，第二附属医院成立了全国首家省级精神卫生医疗联合体。
- 新乡医学院第一附属医院 （河南省结核病医院）
- 新乡医学院第二附属医院 （河南省精神病医院）
- 新乡医学院第三附属医院
- 新乡医学院第四附属医院 （新乡市中心医院）
- 新乡医学院第五附属医院（新乡市第一人民医院）

## 独立学院
- 新乡医学院三全学院 （现已逐渐与新乡医学院剥离，计划更名为“豫北医学院”）

新乡医学院三全学院附属医院（拟建） 上海誉美投资管理有限公司拟投资35000万元，在新乡市平原新区107国道以西、祁连山路以东、311省道以南、黄河大堤以北建设新乡医学院三全学院附属医院项目。